# Ingrid Mattson

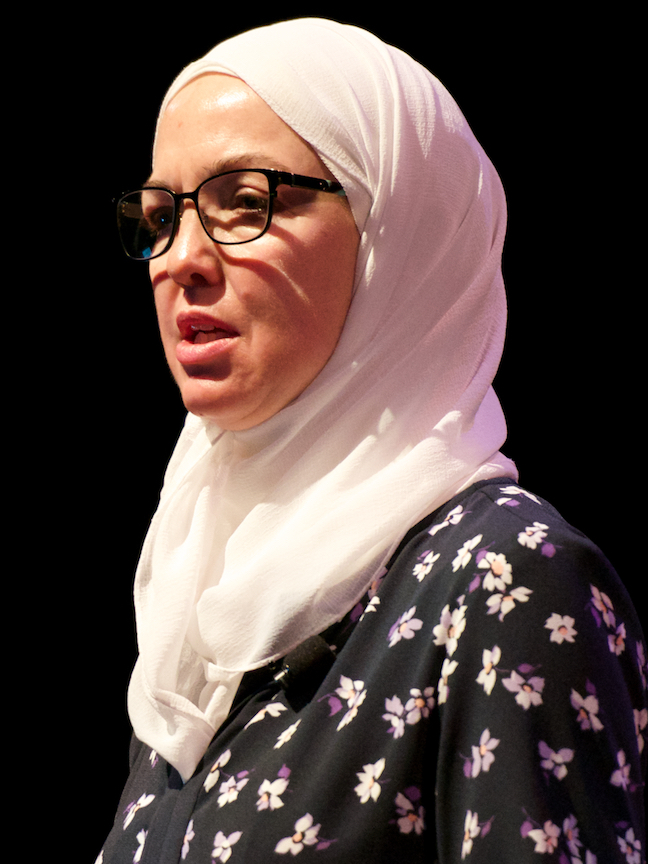
Ingrid Mattson, 2017

Ingrid Mattson (* 24. August 1963 in Kingston (Ontario), Kanada) ist eine kanadische Islamwissenschaftlerin und Persönlichkeit des Islams in Nordamerika.

## Leben
Mattson studierte an der University of Waterloo (B.A. 1987), trat 1987 zum Islam über, und wurde 1999 an der University of Chicago promoviert. Von 1998 bis 2012 war sie Professorin für Islamwissenschaft und christlich-muslimische Beziehungen am Hartford Seminary in Hartford (Connecticut) und leitete einige Jahre das dortige Duncan Black Macdonald Center for the Study of Islam and Christian-Muslim Relations. Von 2006 bis 2010 war sie Präsidentin der Islamic Society of North America. Beim 1., 2. und 3. Seminar des Katholisch-Muslimischen Forums war sie Teil der muslimischen Delegation. Seit 2012 ist sie Professor für Islamwissenschaften am Huron University College der University of Western Ontario in London (Ontario).
Sie ist eines der Mitglieder (Senior Fellows) des Königlichen Aal-al-Bayt-Instituts für islamisches Denken in der jordanischen Hauptstadt Amman.
Sie unterzeichnete die Botschaft aus Amman (Amman Message) und war einer der 138 Unterzeichner des offenen Briefes Ein gemeinsames Wort zwischen Uns und Euch (engl. A Common Word Between Us & You), den Persönlichkeiten des Islam an „Führer christlicher Kirchen überall“ (englisch: „Leaders of Christian Churches, everywhere …“) sandten (13. Oktober 2007).
Mattson setzt sich für eine stärkere Rolle der Frau im Islam als öffentlich wahrnehmbare religiöse Führungspersönlichkeiten ein. Sie trägt einen Hidschab, vertritt jedoch die Meinung, dass staatliche Stellen religiöse Bekleidung weder erzwingen noch verbieten sollten.

## Schriften
- The Story of the Qur'an: Its History and Place in Muslim Life. Wiley-Blackwell, 2nd edition 2013, ISBN 978-0-470-67349-2 (Paperback), ISBN 978-1-118-25706-7 (E-Book).